# 마녀사냥 (만화)
《마녀사냥》은 박소가 네이버웹툰에서 매주 일요일에 연재했던 웹툰이다. 2013 대학만화 최강자전에서 8강까지 진출했다.

## 등장인물
-장이지(수리)
나이:-
키:165
작중 주인공이자 복수의 마녀. 마녀의 매개체를 많이 흡수하여 마녀의 주 업무의 대상인 '소리'를 들을 수 없게 되었다.
-신가민
나이:17
키:170
작중 남자 주인공. 남자 주인공으로서는 비중이 너무 적어 이 부분에서 비판을 많이 당한다.
-베스
나이:-
키:184
작중 조연이자 전쟁의 마녀. 만지는 물건들이 원하는 무기로 변한다.
-아야
나이:-
키:155
조연.
-파멜라
나이:-
키:164
조연.
-한석(호)
나이:-
키:182
악마일때의 모습은 여우이다. 여우 호(狐)자에서 이름을 따 왔다.
작중 초반에서는 악역이지만, 후반에서 이지에게 큰 도움이 된다.
-타이(효조)
악마일때의 모습은 까마귀이다. 효조(孝鳥)에서 이름을 따 왔다.
악역이고, 수리의 몸을 가지려 한다.

## 줄거리
학교에 전학을 온 신가민이 장이지에게 호기심을 갖게 되면서 어쩌다보니 장이지의 목걸이를 훔치게 된다. 그로인해 벌어지는 이상한 사건들. 신가민은 장이지의 정체가 궁금해지는데!